# Dorlan Pabón
Dorlan Maurício Pabón Ríos (Medellín, 24 januari 1988) is een Colombiaans voetballer die bij voorkeur als aanvaller speelt. In de zomer van 2014 verliet hij Valencia CF om weer bij CF Monterrey te gaan spelen.

## Clubcarrière
Pabón debuteerde in 2010 in de Colombiaanse competitie bij Envigado. Na vier seizoenen trok hij naar Atlético Nacional. Daar maakte hij 32 doelpunten in 72 wedstrijden. Op 27 juni 2012 tekende Pabón een vijfjarig contract bij het Italiaanse Parma. Hij was niet succesvol bij zijn eerste Europese club, waardoor hij in januari 2013 werd verkocht aan het Mexicaanse CF Monterrey. Hij zou pas in de zomer overkomen, dus besloot Parma om Pabón nog zes maanden uit te lenen aan het Spaanse Real Betis. In Spanje was hij wel succesvol, met acht doelpunten in veertien competitiewedstrijden. Op 17 augustus 2013 werd hij na wedstrijden in de Mexicaanse competitie voor zeven miljoen euro verkocht aan Valencia CF. Voor Valencia speelde Pabón dertien duels; de club liet hem vervolgens een huurcontract tekenen bij de Braziliaanse club São Paulo FC. In de zomer van 2014 keerde hij terug bij Monterrey. In het seizoen 2014/15 werd Pabón nationaal topscorer in de Clausura 2015, met tien doelpunten in zestien wedstrijden.

## Interlandcarrière
Pabón debuteerde voor Colombia in een WK-kwalificatiewedstrijd tegen Chili. Op 11 oktober 2011 maakte hij zijn eerste interlanddoelpunt in een kwalificatiewedstrijd voor het wereldkampioenschap voetbal 2014 tegen Bolivia. Op 15 november 2011 scoorde hij opnieuw in een WK-kwalificatiewedstrijd tegen Argentinië. Hij opende de score, maar zag zijn land alsnog met 1–2 verliezen. Pabón speelde in totaal 15 interlands in het Colombiaans elftal. Op 16 oktober 2012 speelde hij zijn laatste interland, een oefenwedstrijd tegen Kameroen, waarin hij een van de doelpuntenmakers was (3–0 winst).
1 Andrada ·
3 Montes ·
5 Kranevitter ·
6 Gutiérrez ·
7 Funes Mori ·
8 Campbell ·
9 Janssen ·
10 Vergara ·
11 Meza ·
14 Aguirre ·
15 Moreno ·
16 Ortíz ·
17 Gallardo ·
18 Grijalva ·
19 Alvarado ·
20 Vegas ·
21 González ·
22 Cárdenas ·
23 Sánchez ·
24 Ramos ·
27 Parra ·
29 Rodríguez ·
33 Medina  ·
Coach: Aguirre